# النويرة
قرية النويرة هي إحدى القرى التابعة لمركز أهناسيا في محافظة بني سويف في جمهورية مصر العربية. حسب إحصاءات سنة 2006، بلغ إجمالي السكان في النويرة 17022 نسمة، منهم 8847 رجل و8175 امرأة. من أعلامها شهاب الدين النويري صاحب نهاية الأرب في فنون الأدب، ومن مواليدها النويري الإسكندراني صاحب كتاب الإلمام.